# Senahú
Senahú é uma cidade da Guatemala do departamento de Alta Verapaz.